# 山崎かおり
山崎 かおり（やまざき かおり、1968年5月24日 - ）は、日本の元グラビアアイドル、元AV女優。1985年から1988年頃にかけて活動した。
元モモコクラブ桃組1170番。
かわいさとみとほぼ同時期にアイドル路線のAV女優として活躍した。グラビア出身の美貌と本番を思わせる吐息まじりの独特な喘ぎ声でマニア受けしたが、実質的なAV女優としての活動期間は1987年 - 1988年と短かった。出演作は中古市場で高額なプレミア価格で取引されていたが、2002年には宇宙企画時代の主要出演作がDVD化された。

## 経歴
福岡県久留米市出身。中学・高校生時代は陸上部に所属し、同じく九州出身の国生さゆりと同じ競技に出場し競ったことがある。趣味は映画鑑賞（特にホラー映画）とショッピング。特技は剣玉。
高校2年生の夏、渋谷でスカウトされてモデルクラブへ登録。山本るり、高橋美里、富田留利子、山本留利子の名前で、グラビア誌中心に活動する。歌手希望だったが歌が下手なので断念して女優を目指す。一時はジャパンアクションクラブへ入ることも考えていた。女優業を目指すなら裸になる仕事も来るかもしれないから…と事務所に説得されて、ヌードになることを決意する。富永留利子名義で初ヌード写真集を発表。
その後、女優になるステップとしてAVへ転身し、山崎かおりへ改名。命名したのは写真家の高橋生建である。
当時の宇宙企画では、早川愛美、秋元ともみ、麻生澪の御三家に続く存在として、新・御三家立ち上げプランが存在し、その第一弾がかわいさとみ、第二弾が山崎であった。
AVデビュー時のキャッチフレーズは『100%アイドル派美少女』（宇宙企画）。
AV1作目『私を地平線に誘って』本編では収録されなかったが、本人が清里の街を走るシーンが撮影された。恋人をひた向きに追いかける少女を撮る予定が、陸上で鍛えた本格的な走りとフォームでカメラを積んだ車を追いかけたため、作品イメージと合わないとしてNGとなった。
突然のモデル活動停止の理由に関して、本人は週刊プレイボーイの誌上において「今の自分、大人の人達との関わり方すべてが分からなくなって、身を引いて考え直してみたいと思ったんです。」とコメントを寄せた。

## 作品

### アダルトビデオ（撮り下ろし）
- スーパーVIDEO塾 THEセーラー服 3（1986年3月13日、宇宙企画）山本留利子名義
- 私を地平線に誘って（1987年11月23日、宇宙企画 CX-02）
- 唇・未・遂（1987年12月26日、宇宙企画 US-20）
- 青林檎（1988年1月9日、ロコビジョン RC-51）
- バージンブレイク（1988年3月15日、ロコビジョン RC-54）
- 夢に濡れた少女（1989年1月15日、ブラウン BR-01）…ロコビジョンの未使用素材も含む再編集作品。
- もう森へなんかいかない（1989年4月23日、ブラウン）…ロコビジョンの未使用素材も含む再編集作品。

### アダルトビデオ（編集もの、BESTもの、DVD ほか）
- ベスト・セレクション 1 かわいさとみ 秋元ともみ 渡瀬ミク 山崎かおり 早見瞳（1988年1月1日、宇宙企画 FX-05）全5名
- 宇宙からの贈りもの 君は何人知っている? 39人の美少女登場!（1990年1月18日、英知出版 UKV68-01）全39名
- 淫乱戦争 2 山崎かおり 中原みき 木村さやか 夏川レナ 斉藤亜美（1990年2月4日、ロコ RC-81）全5名
- ヌプッと輝くデーヤモンドの女たち（1991年、アライコーポレーション JL-007）全5名
- MIXジュース 山崎かおり 中原みき 木村さやか 夏川レナ 斉藤亜美（1991年、アクロバット AC-009）全5名 ※「淫乱戦争 2」の再発版
- 淫乱戦争 3 山崎かおり 叶みづき 谷村恵子 風見麻衣 麻宮涼子（1991年4月5日、ロコ RC-107）全5名
- メヌエット 狂乱宴舞曲 山崎かおり 清川鮎（1992年、アライコーポレーション BM-002）
- 妖華爛漫 五弁の花綴り 山崎かおり 中原みき 木村さやか 夏川レナ 斉藤亜美（1992年、アライコーポレーション HC-008）全5名 ※「淫乱戦争 2」の再発版
- 宇宙企画2000GOLD 鈴木麻奈美 小沢まどか 美里真理 かわいなつみ 山崎かおり ほか（2000年3月25日、宇宙企画 MDV-017）全10名
- 宇宙企画 Classic 山崎かおり（2002年8月17日 DVD MDM-018 2003年1月28日 VHS CM-04、宇宙企画）…『私を地平線に誘って』『唇・未・遂』を完全収録。
- 宇宙企画Classic BEST REMIX 2 山崎かおり 中沢慶子 葉山みどり 白石ひとみ ほか（2003年6月13日、宇宙企画 MDM-046）全12名
- 宇宙企画 The Complete till 2008 完全限定版 かわいなつみ 亜紗美 葵みのり 山崎かおり ほか（2008年12月26日、宇宙企画 MDS-532）全100名

## 書籍

### 写真集
- 卒業記念（1986年5月15日発行、撮影：国吉紀行、白夜書房）…高橋美里名義 全6名
- 潮風のメロディー（1987年7月発行、白夜書房、撮影：高橋生建）…富永留利子名義
- 置手紙（1988年1月20日、英知出版、撮影：伊藤隼也）ASIN B0050CPHY2
- あこがれ（1988年3月21日、大陸書房、撮影：高橋生建）ISBN 978-4803313321
- HOT LIPS ホットリップス 1988 バナナ通信4月号増刊 東清美 白浜なぎさ 松原久美子 藤あかね 沙羅樹 山崎かおり ほか（1988年4月15日、ラン出版、撮影：稲村幸夫 中川秀樹 湯原浩司 杉本健一）全14名
- 乙女記念日（1988年5月12日、大陸書房 ピラミッド写真文庫、撮影：高橋生建）ISBN 978-4803314717
- 高橋生健作品集 挑発 小森愛 立原友香 渡瀬ミク 藤小雪 山崎かおり ほか（1993年9月1日、テイ・アイ・エス、撮影：高橋生建）ISBN 9784886180827

### 雑誌
- オレンジ通信 1987年8月号（東京三世社）
- オトメクラブ 1987年11月号（白夜書房）
- WEEKLY プレイボーイ 1987年11月24日号、1988年4月19日号（集英社）
- すッぴん 1988年2月号（英知出版）
- Beppin 1988年2月号（英知出版）
- マスカットノート 1994年11月号（大洋書房）